# بوخن
بوخن (ادنوالد) (بالألمانية: Buchen) هي بلدة، مدينة وبلدة ألمانية تقع في ألمانيا في بادن-فورتمبيرغ. يقدر عدد سكانها بـ 18,820 نسمة .

## أعلام
- ماريان كراوس
- سيمون لورينز
- بيا باور
- يوهان فرانز بيسل